# 山口県薬剤師会
一般社団法人山口県薬剤師会（いっぱんしゃだんほうじんやまぐちけんやくざいしかい、英称: Yamaguchi Pharmaceutical Association）は、山口県の薬剤師を会員とする法人。

## 本部所在地
〒753-0814 山口県山口市吉敷下東3丁目1-1　山口県総合保健会館4F

## 郡市薬剤師会
- 山口市薬剤師会
- 防府薬剤師会
- 岩国薬剤師会
- 下関市薬剤師会
- 徳山薬剤師会
- 宇部薬剤師会
- 柳井薬剤師会